# Bright and Early
Bright and Early er en amerikansk stumfilm fra 1918 af Charley Chase.

## Medvirkende
- Billy West
- Oliver Hardy
- Rosemary Theby
- Leo White
- Bud Ross